# Rastislav Staňa
Rastislav Staňa (* 10. ledna 1980, Košice, Československo) je slovenský hokejový brankář.
S hokejem začínal v Košicích, kde hrával za juniorské týmy. V roce 1998 jej v draftu NHL vybral na celkově 193. místě tým Washington Capitals. Od sezóny 1998/99 nastupoval v týmu Moose Jaw Warriors, který hraje WHL. Zde setrval dvě sezóny. Následoval přestup do Calgary Hitmen (WHL), Richmond Renegades (ECHL), Portland Pirates (AHL) a v sezóně 2003/04 odehrál 6 zápasů za Washington. V roce 2004 se vrátil do Evropy, kde se dohodl se švédským týmem Södertälje SK. Po dvou sezónách následoval přestup do Malmö Redhawks a následně do Linköpings HC, kde odehrál dvě sezóny. Naposledy hrál za HC Sparta Praha. Poté ukončil ze zdravotních důvodů kariéru.

## Reprezentace
|                                   | Rok | Celkem | Soupisky |
| --------------------------------- | --- | ------ | --- |
| Mistrovství světa v ledním hokeji | MS 2001 – 7. místo · MS 2002 – · MS 2003 – · MS 2004 – 4. místo · MS 2005 – 5. místo · MS 2006 – 8. místo · MS 2009 – 10. místo · MS 2010 – 12. místo | 8×     | Soupiska MS 2001 Soupiska MS 2002 Soupiska MS 2003 Soupiska MS 2004 Soupiska MS 2005 Soupiska MS 2006 Soupiska MS 2009 Soupiska MS 2010 |
| Lední hokej na olympijských hrách | ZOH 2002 – 13. místo ZOH 2010 – 4. místo | 2×     | Soupiska ZOH 2002 Soupiska ZOH 2010 |

Účastnil se také světového poháru 2004.